# 臨海線 (東京臨海高速鐵道)
臨海線（日语：／ Rinkai sen */?）是一條連結東京都江東區的新木場站與品川區的大崎站，屬於東京臨海高速鐵道（TWR）的鐵道路線。計劃、開業時的路線名是「臨海副都心線」（臨海副都心線），2000年起根據招募的名稱決定採用「臨海線」作為導覽。車站編號使用的路線記號是R。
在大崎站與東日本旅客鐵道（JR東日本）埼京線、川越線轉乘和互相直通運行。大半的路段都在地下運行，但國土交通省監修的統計資料未將之視為地下鐵。不過，日本地下鐵協會網站的日本地下鐵頁面，將其列於民營、準公營（第三部門）地下鐵列表與東京地下鐵、埼玉高速鐵道、東葉高速鐵道等相同。

## 路線資料
- 路線距離（營業距離）：12.2公里
- 軌距：1067毫米
- 站數：8個（包括起終點站）、1信號場
- 複線路段：全線
- 電氣化路段：全線（直流1500V、高架電纜）
- 閉塞方式：（複線）自動閉塞式
- 保安裝置：ATS-P
- 最高速度：100公里/小時
- 車輛基地：東臨運輸區（日语：東臨運輸区）（八潮車輛基地）－位於為東京貨物總站側
- 地面路段：大崎－大井町（東京綜合車輛中心附近為止）、國際展示場（隧道出口為東側）－新木場
- 地底路段：大井町－國際展示場

## 沿革
路線最初是貨運線東京外環線京葉線計畫的一部分，但鐵路貨運需求自1970年代以來逐步減少。因此為了獲得沿線居民的理解，以及服務首都圈衛星都市間的旅客輸送，日本國鐵決定將原計劃作為貨運線路的東京外環線部分路段改為客運線路，京葉線也因為轉移為客運線路而將新木場後的路線從大井方向更改為往東京站，而在計劃更改之前已在建設中的新木場和東京貨物總站之間的路線成為未成線，直到預定於1996年舉行世界城市博覽會才利用該路線開通臨海線，做為接駁交通。
- 1996年（平成8年）3月30日：新木場至東京電訊之間的第1期區間通車。當時是以4節編組的70-000系電聯車提供服務，路線名稱為「臨海副都心線」。
- 2000年（平成12年）9月1日：開始使用「臨海線」的暱稱。同時路線名由臨海副都心線改為臨海線。
- 2001年（平成13年）2月8日：八潮車輛基地啟用。
- 2001年（平成13年）3月31日：東京電訊至天王洲島之間、屬於第2期區間的部分路段通車。
- 2002年（平成14年）12月1日：伴隨第2期區間天王洲島至大崎之間的剩餘路線通車，臨海線全線開業，並同時開始與JR東日本埼京線的列車直通運行，相互駛入對方的路線。在直通運行業務開始初期，JR直通用列車是使用10節編組，而臨海線内的専用列車則為6節編組。
- 2004年（平成16年）10月16日：全部列車變更為10節編組，並開始出現部份只在臨海線內運行的JR車輛。

## 運行方式
臨海線在大崎站連接JR東日本埼京線，並與埼京線相互直通運行。而埼京線的北端亦與川越線（至川越站）相互直通運行。結果組成一個三線相互直通運行的系統。而在JR東日本的路線圖上，此運行系統顯示為「埼京線、川越線、直通東京臨海高速鐵道臨海線」（埼京-川越線、東京臨海高速鉄道りんかい線直通）。
一般來說，臨海線列車均以新木場站為起、終點站。但進入八潮車輛基地的列車會以東京電訊站為起、終點站。
列車班次方面，平日每小時開出1班往川越的快速列車，以及4班臨海線內列車。不論列車類別，所有列車在臨海線內均停所有車站。雖然在全線開業前，曾編排了一個特別的時間表以應付非常繁忙的情況，但因客量不符合預期，這個時間表也一直沒有使用的機會。而臨海線在一些特定日子（如除夕、東京灣大花火祭、Comic Market（Comiket））亦會加開特別班次疏導乘客。
列車運用方面，使用東京臨海高速鐵道70-000系電聯車，在全線開業初期曾使用6輛編組列車服務線內折返班次，但隨著列車統一2004年之後皆為10輛編組。JR東日本直通運轉列車使用埼京線的E233系服務。
由於京葉線在東京站並沒有連接其他路線，因此東端連接京葉線的臨海線便成為一條捷徑。不少自中央線與東海道線出發前往東京迪士尼渡假區的團體專用列車，均會取道臨海線前往東京迪士尼渡假區所在的舞濱站。

## 使用車輛

### 自社車輛
2023年11月26日，東京臨海高速鐵道宣布將引進新型電車東京臨海高速鐵道71-000系電聯車，並於2025年下半年開始投入運轉。
- 70-000系
- 71-000系（日语：東京臨海高速鉄道71-000形電車）

### 進入行駛車輛
- JR東日本：
  - E233系7000番台

其他包括臨時列車和團體専用列車183系與E257系、485系的座敷列車「華」，檢測車E491系等。臨海線的地下部分亦依地上線規格建造，所以非地下鐵對應車輛亦可以行走。

## 女性專用車
7時46分～9時41分於大崎站發車往新木場方向行的全列車和22時34分以後由新木場站發車往大崎方向行的全列車非假日設有女性専用車卡。

## 車站列表
- 所有車站均位於東京都內。
- 線內包括快速、通勤快速所有定期列車停靠所有車站。

| 車站編號 | 中文站名                                 | 日文站名 | 英文站名 | 站間距離 | 營業距離 | 接續路線                                                                                                 | 地面/地底 | 所在地      |
| -------- | ---------------------------------------- | -------- | -------- | -------- | -------- | --- | --------- | ----------- |
| R 01     | 新木場                                   |          |          | -        | 0.0      | 東日本旅客鐵道： 京葉線（JE05） 東京地下鐵： 有樂町線（Y-24）                                            | 地面路段  | 江東區      |
| R 02     | 東雲                                     |          |          | 2.2      | 2.2      | | 地面路段  | 江東區      |
| R 03     | 國際展示場 （東京Big Sight前）           |          |          | 1.3      | 3.5      | 百合鷗： 臨海線（有明：U-12）                                                                            | 地底路段  | 江東區      |
| R 04     | 東京電訊 （富士電視前、御台場Mediage前） |          |          | 1.4      | 4.9      | 百合鷗： 臨海線（御台場海濱公園：U-06、青海：U-10）                                                      | 地底路段  | 江東區      |
|          | 品川埠頭分岐部信號場                     |          | /        | -        | (6.8)    | 八潮車輛基地的引込線分岐                                                                                 | 地底路段  | 港區/品川區 |
| R 05     | 天王洲島 （寺田倉庫本社前）              |          |          | 2.9      | 7.8      | 東京單軌電車： 東京單軌電車羽田機場線（MO02）                                                            | 地底路段  | 品川區      |
| R 06     | 品川海濱 （BIGLOBE本社前）               |          |          | 1.1      | 8.9      | | 地底路段  | 品川區      |
| R 07     | 大井町                                   |          |          | 1.6      | 10.5     | 東日本旅客鐵道： 京濱東北線（JK19） 東急電鐵： 大井町線（OM01）                                          | 地底路段  | 品川區      |
| R 08     | 大崎                                     |          |          | 1.7      | 12.2     | 東日本旅客鐵道： 埼京線（JA08）（途經大宮站直通至■川越線 川越站） 、 山手線（JY24）、 湘南新宿線（JS17） | 地面      | 品川區      |

## 未來計畫
在羽田機場Access線計劃中，臨海線將擴建既有的列車回送線，與臨海線主線銜接，並與京葉線直通運行，使京葉線直通羽田機場。2014年8月，有報道稱JR東日本計畫收購東京臨海高速鐵道股份。

## 外部連結
- （日語）東京臨海高速鐵道 （页面存档备份，存于）